# Christian Friedrich von Cochenhausen
Christian Friedrich von Cochenhausen (auch: Kochenhausen, * 17. Dezember 1769 in Eschwege; † 8. März 1839 in Kassel) war Kriegsminister und Generalleutnant unter Kurfürst Wilhelm II. von Hessen.

## Leben

### Herkunft
Seine Eltern waren der Generalmajor Johann Friedrich von Cochenhausen (1728–1793) und dessen Ehefrau Christine, geborene von Oberg aus dem Hause Duttenstedt.

### Karriere
Schon als Kind war seine Lernbegierde aufgefallen und eigentlich wollte er sich später der Wissenschaft widmen. Sein Vater kämpfte 1780 im Amerikanischen Unabhängigkeitskrieg auf Seiten der Briten, als er in das Pagen- und Kadettenhaus nach Kassel kam. Cochenhausen blieb dort bis 1785, als er als Fähnrich in die Leibgarde versetzt wurde. Bis 1806 wurde er Hauptmann der Garde und nahm auch am Ersten Koalitionskrieg teil. Wann immer sich eine Gelegenheit bot, bildete Cochenhausen sich weiter, und schon bald gehörte er zu den kenntnisreichsten Männern seines Standes. Dies fiel auch dem Landgrafen auf. Er machte ihn zum Kommandeur der Leibgarde und dann auch zum Erzieher des Prinzen Ernst von Hessen-Philippsthal-Barchfeld. Cochenhausen erhielt umfassende Befugnisse, den damals 13-jährigen Prinzen auszubilden. Zwischen beiden entwickelte sich später eine lebenslange Freundschaft. Im Vierten Koalitionskrieg besetzte Napoleon 1806 auch Hessen-Kassel. Cochenhausen wurde wie alle Offiziere vor die Wahl gestellt, sich dem Kaiser anzuschließen oder als Kriegsgefangener nach Metz oder Luxemburg gebracht zu werden. Wie die meisten Offiziere ging er lieber in Gefangenschaft, aus der er erst im Winter 1807/08 entlassen wurde. Die Landgrafschaft Hessen-Kassel war aufgelöst worden und das Königreich Westphalen an seine Stelle getreten. Da Cochenhausen eine Familie versorgen musste, ging er dort in Dienste. Er wurde daher 1808 erster Sousgouverneur des Pagenhauses. Die Stelle behagte ihm, da sie es ihm ermöglichte, nicht für den Kaiser zu kämpfen, aber weiter wissenschaftlich tätig zu sein. Der Gouverneur General von Loßberg übertrug ihm die Aufgabe, die Schüler in den Wissenschaften auszubilden. Am 26. März 1812 wurde Cochenhausen von Jérôme Bonaparte das Bestätigungspatent als Ritter überreicht und am 8. November 1812 wurde er in den Orden der Westphälischen Krone aufgenommen.
Im Jahr 1813 nach der Niederlage Napoleons in der Völkerschlacht bei Leipzig löste sich das Königreich Westphalen auf. Der damalige Kurprinz Wilhelm eilte nach Kassel und sammelte eine Armee von 25.000 Mann zum Kampf gegen die Franzosen, darunter war auch der damalige Oberstleutnant Cochenhausen. Er wurde Generalquartiermeister und Oberstleutnant im Generalstab. Es gilt auch als sein Verdienst, dass der Übergang von der napoleonischen zurück zur kurfürstlichen Verwaltung einigermaßen geordnet verlief, trotz der widerstreitenden Interessen. Die neue kurhessische Armee wurde 1814 zur Blockade einiger Grenzfestungen darunter Metz und Luxemburg verwendet. Er selbst erwarb sich dabei die Anerkennung seiner Kommandeure. Nach dem Ersten Pariser Frieden kehrte die Armee zurück und wurde demobilisiert. Cochenhausen wurde daraufhin zum Gouverneur des Pagen- und Kadettenhauses ernannt. Das Institut hatte einen guten Ruf und so kamen nun Kadetten aus dem In- und Ausland, und im Jahr 1818 wurde auch Cochenhausen zum Oberst befördert. Er blieb Gouverneur des Hauses, bis der Kurfürst Wilhelm I. 1821 verstarb. Dessen Sohn, der nunmalige Kurfürst Wilhelm II., ernannt ihm zum Chef des Kriegsdepartements und Chef des Generalstabes. Unter seiner Leitung wurde die Armee modernisiert. Es betraf alle Bereiche von der Organisation, der Ausrüstung und Bekleidung bis zum Exerzieren. Dazu gab es nun Regimentsschulen und es kamen weitere militärische Einrichtungen. Zudem ordnete Cochenhausen eine topografische Landesaufnahme an, um vernünftige Karten zu bekommen. Ein großer Vorteil war dabei, dass er das vollkommene Vertrauen des Kurfürsten genoss, der ihn gewähren ließ. Im Jahr 1828 wurde er zum Generalmajor ernannt. Erst 1831 wurde das neue Kriegsministerium begründet, in dem er vom Posten des Chefs des Generalkriegsdepartements zurücktrat. Dennoch blieb Cochenhausen Chef des Generalstabes, der Militär-, Studien, Examinations- und Ordenskommission. Anlässlich der Feier seines 50-jährigen Dienstjubiläums erhielt er die Ehrendoktorwürde eines Dr. phil. der Philipps-Universität Marburg. Am 1. April 1838 erhielt er dann auf eigenes Ersuchen seine Pensionierung und wurde à la suite der Armee gesetzt.
Cochenhausen war nie ernstlich krank, und so machte sich auch niemand Gedanken, als er sich im April 1839 eine Erkältung zuzog und kurz darauf an einer Lungenentzündung verstarb.
Im Laufe seines Lebens hatte er zahlreiche Orden erhalten. Cochenhausen war Kommandeur I. Klasse des Hausordens vom Goldenen Löwen, Ritter des Militär-Verdienst-Ordens und des Ordens vom Eisernen Helm. Er sprach fünf Sprachen und war Mitglied der Wetterauischen Gesellschaft der Naturfreunde und des hessischen Geschichtsvereins.

### Familie
Cochenhausen heiratete Marie Barbe Georgine Raffin (1773–1836), eine Tochter des ersten Predigers und Inspektors der Französisch-Reformierten Gemeinde in Hessen. Das Paar hatte sechs Kinder, darunter:
- Friederike Dorothea Gabriele Louise (1794–1851)
- Georg Ludwig Heinrich Theodor (1801–1884), hessischer Oberstleutnant
- Ernst Friedrich Ferdinand (1803–1871), hessischer Generalmajor